# I. István pápa
I. Szent István (latinul: Stephanus), (kb. 200 – 257. augusztus 2.), a 23. pápa a kereszténység történetében. 254. március 21-e körül választották meg I. Lucius pápa utódjának, és Novatianus ellenpápa ellenfelének. Haláláig uralkodott.

## Élete
Elődeinek gyakorlatát alkalmazva ő is elítélte a novatianus tanokat. Szent Cipriánnal és a karthágói egyházzal támadt vitája. Szent Ciprián néhány Kis-ázsiai püspökkel azt vallotta, hogy azok a keresztények, akiket eretnekek kereszteltek meg és visszatértek az egyházba, újra keresztelkedjenek meg, mivel az eretnekek általi keresztelések érvénytelenek. Az hogy az egyházba visszatért eretnekeket nem kell újrakeresztelni, általános gyakorlat volt Rómában, Palesztinában, Egyiptomban és egyéb részeken. E tekintetben a római gyakorlat volt a legrégebbi. Vagyis pápa létező hagyományokra hivatkozva utasította el a karthágói álláspontot. Továbbá, a pápa senkit sem közösített ki az ügy nyomán, pedig erre megvolt a joga és hatalma.
A hagyomány szerint hozzá kapcsolódik az is, hogy León valamint Astorga püspökét megerősítette hivatalukban, miután azok elfordultak a keresztény egyháztól az üldözések idején. Mivel megbánták bűneiket, István visszafogadta őket, és tisztségükben is meghagyta a két hispániai püspököt.
257. augusztus 2-án többek között ő is áldozatul esett Valerianus keresztényüldözéseinek. Vértanú-halálának emléknapját halála napján, augusztus 2-án tartják.

## Művei
- Documenta Catholica Omnia (latin nyelven). (Hozzáférés: 2011. december 6.)